# Пузырник судетский
Пузырник судетский (лат. Cystopteris sudetica) — многолетний папоротник, вид рода Пузырник (Cystopteris) семейства Пузырниковые (Cystopteridaceae). Встречается в Центральной Европе.

## Ботаническое описание
Многолетнее травянистое растение высотой до 20–40 см с длинным ползучим корневищем, поэтому ветви расположены на расстоянии друг от друга. Листья папоротника дважды- или четыреждыперистые. Листовая пластинка короче черешка и имеет широкояйцевидную форму. Рахис голый. Черешок и рахис покрыты чешуйками. Сегменты листьев третьего порядка перисто-лопастные или только зубчатые. Зубцы всех сегментов листа окаймлены; жилки заканчиваются бухтами. Самый нижний листочек из нижних короче последующих. Сорусы округлые, жёлтые, с буроватыми густо железистыми покрывальцами. Споры созревают в июле-августе.
Число хромосом 2n = 168.

## Распространение
Произрастает в Европе, на западе и востоке России, в Японии и в Китае в провинциях Хэбэй, Хэйлунцзян, Цзилинь, Ляонин, Шаньси, Сицзан и Юньнань. Растёт в Альпах на высоте около 1000 метров над уровнем моря.
Растёт во влажных, слегка затенённых мшисто-гумусовых горных лесах высокогорья, на известняковых скалах и на известняковых щебнях. Встречается вместе с родственными видами Cystopteris montana или Cystopteris fragilis. В Германии встречается только в Баварии около Берхтесгадена, в Австрии и Швейцарии не встречается. Считается чрезвычайно редким видом в Германии, находится под угрозой исчезновения в Баварии. В Центральной Европе встречается также в Чехии и на территории бывшей Силезии.

## Охранный статус
Вид внесён в Красную книгу Ленинградской области. 

## Таксономия
Вид был впервые научно описан как Cystopteris sudetica в 1855 году Александром Брауном и Карлом Августом Юлиусом Мильде в Jahresbericht der Schlesischen Gesellschaft für Vaterländische Kultur.